# Rya landskommun
Rya landskommun var en tidigare kommun i dåvarande Kristianstads län.

## Administrativ historik
Kommunen bildades i Rya socken i Norra Åsbo härad i Skåne när 1862 års kommunalförordningar trädde i kraft. 
Vid kommunreformen 1952 uppgick kommunen i Örkelljunga landskommun som 1971 ombildades till Örkelljunga kommun.

## Politik

### Mandatfördelning i Rya landskommun 1942-1946
| 10 | 10 |

| 20 |

| 20 |

| 20 |